# Pierre Ier de Bretagne
Pour les articles homonymes, voir Pierre de Dreux et Pierre Ier.
Pierre Ier de Bretagne, dit aussi Pierre de Dreux puis Pierre « Mauclerc » puis Pierre de Braine, né vers 1187 à Dourdan, mort le 26 ou 27 mai 1250 en mer, est un noble du XIIIe siècle, d'ascendance capétienne de la maison de Dreux. Comte de Richmond et seigneur de Machecoul, il fut baillistre du duché de Bretagne de 1213 à 1237.

## Biographie

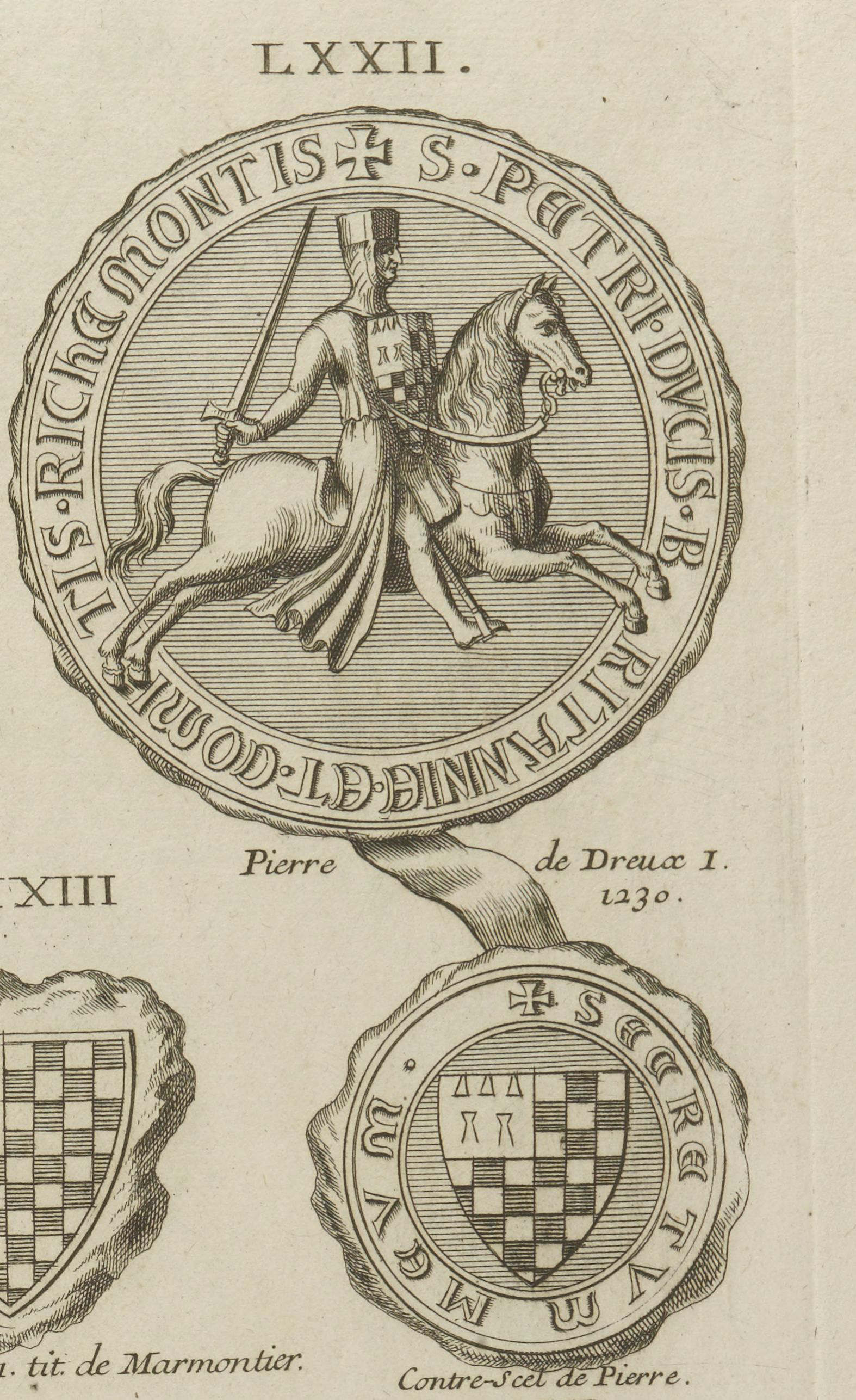
Sceau et contre-sceau de Pierre de Dreux en 1230, reproduits par Dom Morice.

### Origine
Pierre de Dreux est né vers 1187 à Dourdan. Il est le second fils de Robert II de Dreux dit le Jeune (vers 1154 à Dreux – 28/12/1218), comte capétien de Dreux, de Braine et de Nevers, seigneur de Fère, de Pont-Arcy, de Quincy-sous-le-Mont et de Longueville, et de Yolande de Coucy (vers 1164 à Boves – 18/03/1222). Robert II de Dreux est le petit-fils du roi Louis VI le Gros.
(Voir plus bas le paragraphe Généalogie).

### Son surnom deMauclerc
Selon une hypothèse, d'abord destiné à une carrière dans le clergé, Pierre de Dreux y renonce après avoir longtemps étudié aux Écoles de Paris, d'où serait venu son surnom de « Mauclerc », c'est-à-dire « mauvais clerc » qu'on lui a attribué après sa mort. C'est en souvenir de cet épisode ecclésiastique qu'il aurait brisé le blason paternel (Échiqueté d'or et d'azur à la bordure de gueules) avec un franc quartier d'hermine, réservé notamment au clergé, l'hermine étant un symbole de pureté morale. Cette mode héraldique semble avoir été lancée par son cousin Alexandre de Bourgogne et est assez répandue chez les cadets de grande famille au début du XIIIe siècle.
Son surnom de « Mauclerc » peut aussi faire référence à la relation conflictuelle qu'il entretient avec le haut clergé breton en général et l'évêque de Nantes en particulier. Celui-ci ne veut pas lui céder des terrains appartenant au clergé, qui sont situés sous le tracé de la nouvelle enceinte de Nantes. Son surnom est attesté en latin dès le milieu du XIIIe siècle et figure dans l'arrêt de Conflans (1341).

### Fidèle du roi de France
Pierre de Dreux est armé chevalier à Compiègne par le roi de France Philippe II Auguste le 17 mai 1209, jour de la Pentecôte, avec son frère aîné Robert Gasteblé, et le prince Louis, futur Louis VIII. Cette même année, un accord sous l'égide de Philippe II Auguste, conclu à Paris entre Guy de Thouars († 1213) et le comte Alain Ier d'Avaugour (1151-1212), prévoit les fiançailles de leurs enfants et héritiers respectifs : Alix de Thouars (1200-1221), fille aînée de Guy de Thouars et de Constance de Bretagne (1161-1201), et Henri Ier d'Avaugour (1205-1281), le jeune fils d'Alain Ier d'Avaugour et de Adelaïde ou Alix de L'Aigle.
Après la mort d'Alain Ier d'Avaugour le 29 décembre 1212, Philippe II Auguste, peu confiant dans la fidélité et l'autorité en Bretagne de Guy de Thouars, et du fait du jeune âge du fiancé Henri Ier d'Avaugour qui n'a que 7 ans, décide de lui substituer son cousin Pierre de Dreux, âgé de 26 ans. Un mois plus tard, le 27 janvier 1213, Pierre de Dreux, ainsi fiancé à Alix de Thouars (11 ans), rend l'hommage lige pour la Bretagne à Philippe II Auguste. Le mariage avec Alix de Thouars n'est concrétisé qu'en février-mars 1214, dans les jours qui suivent le débarquement de Jean d'Angleterre (Jean sans Terre) à La Rochelle.

### Baillistre du duché de Bretagne
En 1214-1215, Pierre de Dreux, devenu baillistre sous le nom de Pierre Ier de Bretagne, affirme son autorité en Bretagne en spoliant le jeune Henri Ier d'Avaugour, 10 ans, fils d'Alain Ier d'Avaugour, du comté de Penthièvre et de celui de Tréguier, et en réduisant son domaine à la seule petite seigneurie de Goëlo, ce qui entraine un conflit avec le tuteur d'Henri, Conan Ier de Léon, qui perdure jusqu'en 1220.
Pierre Ier de Bretagne soutient Philippe II Auguste dans son combat contre l'Angleterre, le roi l'envoie à Damme à la tête de cinq cents chevaliers à la suite de la destruction de la flotte, ensuite il défend Nantes contre Jean sans Terre en juin 1214 et combat avec le fils du roi (futur Louis VIII) à la bataille de la Roche-aux-Moines le 2 juillet 1214 contre Jean sans Terre. Il fait ensuite partie du corps expéditionnaire français qui débarque en Angleterre en 1216 pour aider les barons anglais contre leur roi. Malgré l'échec du prince Louis de France à s'emparer de la couronne, Pierre Ier de Bretagne entre en contact avec l'entourage du fils de Jean sans Terre, le futur Henri III d'Angleterre, au sujet de la restitution de l'Honneur de Richmond, qu'il reçoit en 1218. Pierre Ier de Bretagne participe ensuite en 1219 à la prise de Marmande et au siège de Toulouse durant la croisade des albigeois.
Après la mort d'Alix de Thouars (le 21 octobre 1221), Pierre Ier de Bretagne demeure régent (baillistre) du duché de Bretagne, au nom de leur fils, le futur Jean Ier de Bretagne (1217-1286). De retour en Bretagne, il réprime en 1222 une révolte des barons bretons lors de la bataille de Châteaubriant (3 mars 1222) et récupère le fief de Ploërmel sur Amaury Ier de Craon (1170-1226), l'héritier de son frère Maurice III de Craon. En 1223-1225, Pierre Ier de Bretagne fait édifier un château-fort et une nouvelle agglomération qu'il dénomme Saint-Aubin-du-Cormier, afin de tenir en respect les deux plus puissantes seigneuries du comté de Rennes, Vitré et Fougères.
Pierre Ier de Bretagne aide ensuite le nouveau roi de France Louis VIII dans sa lutte contre Henri III d'Angleterre lors des sièges de Niort et de La Rochelle en 1224. La même année, il met à raison le seigneur de Châteauceaux (aujourd'hui Champtoceaux), en face d'Ancenis sur la Loire, et reçoit du roi ce fief angevin, et en 1226, il accompagne le roi lors de sa dernière campagne dans le midi de la France, il y forme une alliance avec Hugues de Lusignan et Thibaut de Champagne, et quitte la campagne en même temps que ce dernier.
Veuf, Pierre courtise alors Jeanne de Flandre, comtesse titulaire de Flandre et encore mariée à Ferrand de Flandre qui croupit dans les geôles du Louvre après sa capture à Bouvines. Il obtient son accord pour tenter de faire annuler son mariage pour consanguinité par le Pape Honorius III. Ce dernier accède à la demande. Cependant, le roi de France Louis VIII refuse son autorisation au remariage du baillistre de Bretagne avec la comtesse de Flandre, un tel territoire prenant en tenaille le domaine royal lui paraissant dangereux. Louis VIII obtient du Pape l'autorisation du remariage de Jeanne et de Ferrand tout en les obligeant à un traité ainsi qu'une rançon.

#### Conflits avec les évêques de Bretagne (1218-1230)
Pierre Ier de Bretagne mène contre le clergé breton des conflits prolongés, qui sont sans doute à l'origine de son surnom de « Mauclerc ».
Le premier conflit (1218-1220) concerne l'évêque de Nantes, Étienne de La Bruyère (de 1213 à 1227). Il se produit lorsque Pierre manifeste l'intention d'empiéter sur le domaine de l'évêque pour développer les remparts de la ville et prélever à son seul profit certaines taxes. Étienne de La Bruyère se plaint à la cour pontificale et obtient l'appui de pape Honorius III, qui somme Pierre Mauclerc de réparer ses torts (20 avril 1218), sans résultat. L'évêque de Nantes prononce l'excommunication du baillistre, mais en vain. Il se réfugie auprès de l'archevêque de Tours, dont il est suffragant, qui réitère l'excommunication de Pierre et étend l'interdit à tout le duché de Bretagne (28 juin 1218). Cette excommunication est confirmée par le pape le 7 décembre 1218 et fulminée en chaire[pas clair] par les archevêques de Sens, de Tours, de Bourges et de Rouen. Participant alors à la croisade des albigeois, Pierre obtient cependant un sursis à exécution, mais doit finalement se soumettre le 28 janvier 1220 en restituant le régaire à l'évêque de Nantes et en réparant les déprédations commises par lui.
Une courte période d'apaisement suit, marquée notamment par la cérémonie de dédicace de l'église de l'abbaye de Villeneuve aux Sorinières, près de Nantes (25 octobre 1223). Durant cette cérémonie, les corps de Constance de Bretagne († 1201), de Guy de Thouars († 1213) et d'Alix de Thouars († 1221) sont transférés  dans l'église en présence des évêques de Bretagne (sauf celui de Dol), de l'évêque d'Angers et des abbés de douze abbayes cisterciennes.
Un nouveau conflit éclate en 1225 avec l'évêque de Rennes, là encore au sujet des fortifications de la ville, lors d'une assemblée des États à Nantes le 17 mai 1225. 
Les démêlés reprennent un peu plus tard entre le duc et Josselin de Montauban, évêque de Rennes (de 1224 à 1234), qui reçoit le soutien d'Étienne, évêque de Tréguier (de 1224 à 1237) et de Guillaume Pinchon, évêque de Saint-Brieuc (jusqu'en 1234), au sujet de prélèvements abusifs pratiqués par le clergé paroissial, le « tierçage » et le « past nuptial ». Les trois évêques perdent leur temporel[pas clair] et doivent s'exiler. Lors de l'assemblée de Redon en 1227, Pierre obtient l'appui des seigneurs laïcs bretons, mais les évêques de évêques de Saint-Malo, Dol, Vannes et Léon, rejoignent leurs collègues exilés. Les sept évêques prononcent de nouveau l'excommunication de Pierre, confirmée par le pape Grégoire IX le 19 mars 1228. Le pape demande l'intervention du bras séculier[pas clair] le 29 mai 1228 et prononce une nouvelle sentence d'excommunication et d'interdit sur la Bretagne le 14 novembre 1228.
Pierre Ier de Bretagne est contraint de se soumettre au pape le 30 mai 1230, après qu'il a été abandonné par ses principaux vassaux, ralliés au roi de France Louis IX en raison de l'hommage de Pierre au roi d'Angleterre Henri III.
C'est le pape qui arbitre le dernier conflit de Pierre avec les évêques de Rennes et de Saint-Malo, dont ses troupes occupent les domaines.[pas clair]

#### Le séditieux (1226-1234)
Après la mort du roi Louis VIII, Pierre Ier de Bretagne participe, entre 1227 et 1234, avec plusieurs des grands du royaume, à quatre révoltes contre Blanche de Castille (1188-1252), régente pour le compte de son fils Louis IX (1214-1270), âgé de 11 ans.
Le changement d'alliance se profile déjà avant le décès de Louis VIII, lorsque Pierre Ier de Bretagne reprend contact avec la cour anglaise et conclut, à Westminster le 19 octobre 1226, un pacte contre les « ennemis communs sur le continent ». Une union entre sa fille Yolande de Bretagne (1218-1272) et le roi Henri III d'Angleterre (1207-1272) est également envisagée. Lors des deux premiers soulèvements, Pierre se soumet avant que les troupes françaises ne pénètrent en Bretagne et, lors de la paix de Vendôme le 16 mars 1227, il obtient de conserver les forteresses royales de Saint-James de Beuvron, Bellême et La Perrière que lui avait confiées Louis VIII.
En octobre 1229, la rupture est consommée, lorsqu'il fait hommage pour le duché de Bretagne au roi Henri III d'Angleterre à Portsmouth. Le roi d'Angleterre intervient bien en France à partir du 3 mai 1230 lorsqu'il débarque à Saint-Malo et remonte depuis la Guyenne vers la Bretagne, mais se rembarque le 28 octobre 1230, sans combattre, en ne laissant qu'une troupe de 1 500 hommes à son nouveau vassal.

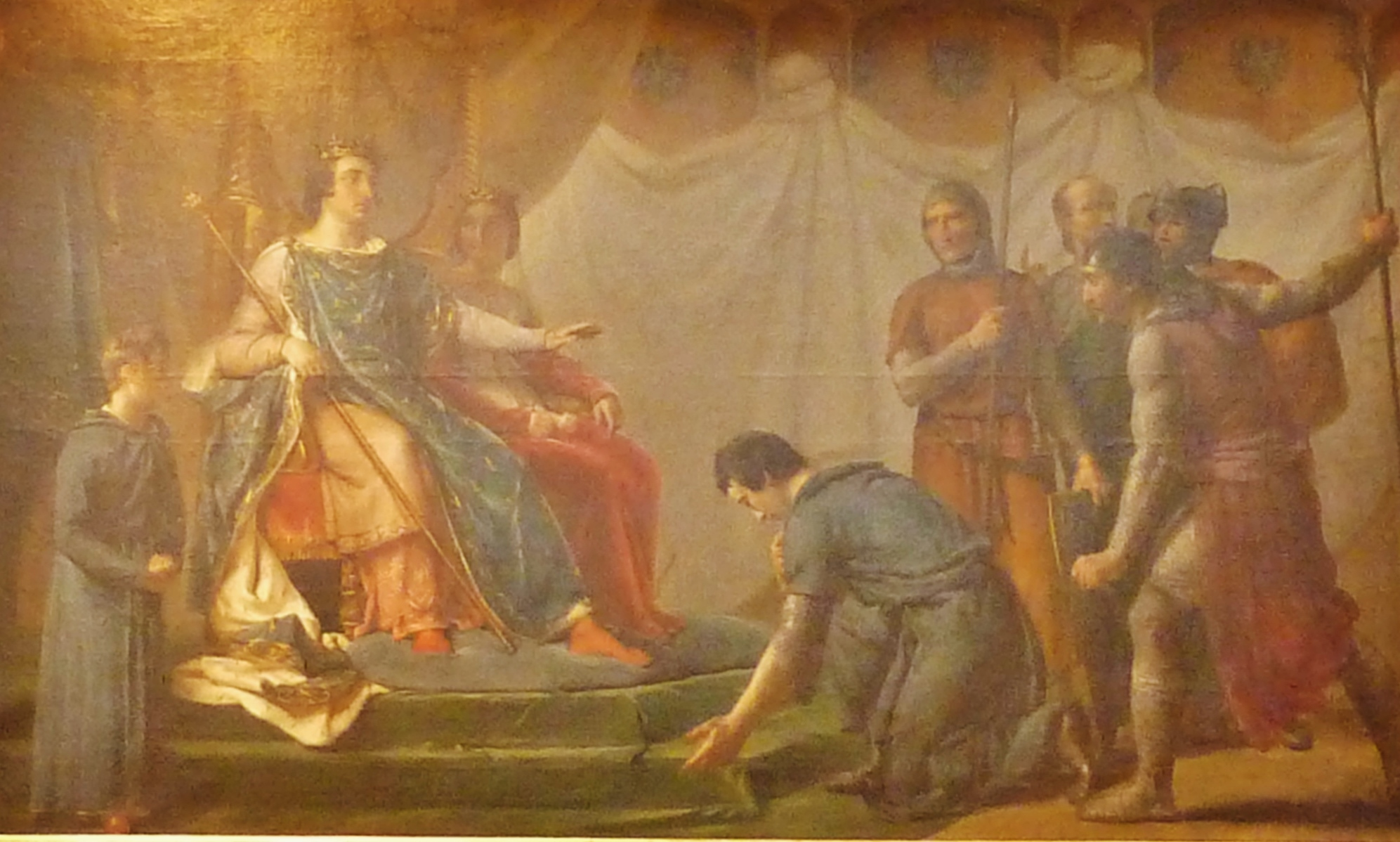
Georges Rouget : Saint Louis pardonnant à Pierre de Bretagne.

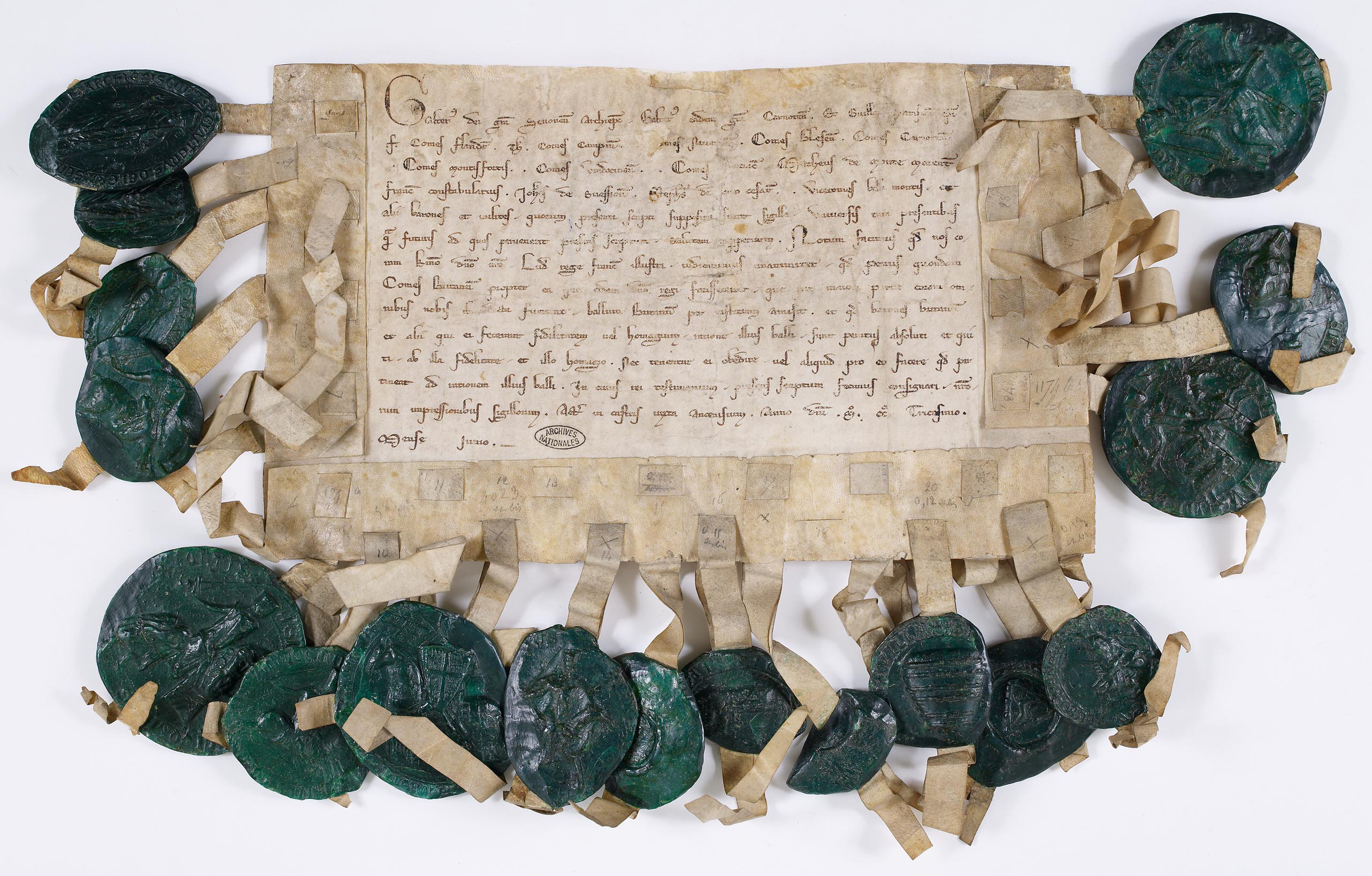
Acte de juin 1230 par lequel les barons français déclarent Pierre Mauclerc coupable de forfaiture envers le roi, lui retirent son fief et délient ses vassaux bretons du serment de fidélité qu'ils lui ont prêté (Archives nationales ; voir transcription sur Wikisource). Traduction dans les Actes de Pierre de Dreux, acte 72.

Les opérations militaires sont peu actives et Louis IX réunit à Ancenis en 1230 une assemblée au cours de laquelle Pierre Ier de Bretagne est privé du bail du duché pour félonie, ce qui entraîne la défection des principaux barons, dont Henri de Penthièvre, et de plusieurs seigneurs : André III de Vitré (1180-1250), Raoul III de Fougères, Geoffroy IV de Châteaubriant († 1233), Gelduin II de Combourg, Richard le Maréchal (1191-1234) seigneur de Dinan, et Guyomarch VI de Léon († 1239). Les campagnes de 1231-1232 permettent aux Français d'occuper les places fortes frontalières et d'avancer jusqu'à Saint-Aubin-du-Cormier, qu'ils assiègent en 1231. Son allié anglais restant inactif, Pierre préfère négocier une trêves de trois ans le 24 juin 1231. Dès le début de l'offensive des troupes françaises en juillet 1234, il fait sa soumission pure et simple, après avoir dévasté la terre de son vassal Henri d'Avaugour, sans aviser le roi d'Angleterre de son changement d'obédience, ce qui lui vaut la saisie de l'Honneur de Richmond.
Lors de sa soumission à Paris le 4 novembre 1234 Louis IX exige qu'il renonce aux avantages acquis lors de la paix de Vendôme. Il réoccupe Saint-James de Beuvron définitivement et Châteauceaux et Saint-Aubin-du-Cormier pendant trois ans, mais il lui laisse le bail du duché jusqu'à la majorité de son fils Jean Ier de Bretagne. En 1235 le roi ordonne , à la demande des seigneurs bretons, une enquête des dégâts subits et des obligations imposés par le baillistre. Le 23 octobre 1236, Pierre est qualifié pour la première fois de « Croisé » dans une bulle pontificale.

### Après l'avènement de son fils (1237): le chevalier croisé Pierre de Braine
Son fils Jean Ier de Bretagne devenu majeur, fait hommage au roi de France le 16 novembre 1237, ce qui contraint les nobles rebelles à se soumettre. Le baillistre prend alors le nom de « Pierre de Braine », Braine (actuel département de l'Aisne) étant le domaine propre qu'il détient en tant que cadet de la maison de Dreux. 
Participant à la croisade lancée en 1239 par des nobles français sous la direction du comte de Champagne et roi de Navarre Thibaut IV (1201-1253), il s'embarque à Aigues-Mortes le 24 juin 1239, combat en Terre sainte, puis se réembarque avec les autres croisés le 14 décembre 1240.
En 1248-1250, il participe à la septième croisade, menée par le roi de France en Égypte. Le chroniqueur Jean de Joinville célèbre l'héroïsme du « bon comte Perron[pas clair] ». Blessé lors de la bataille de Mansourah (8 février 1250), il est fait prisonnier au début d'avril, incarcéré sur une galère, mais libéré le 6 mai. 

### Mort et funérailles
Mort de maladie (25 mai 1250) sur le bateau qui le ramène en France, il est inhumé dans la nécropole familiale de la maison de Dreux, l'église abbatiale Saint-Yved de Braine. 
L'érudit bénédictin Dom Lobineau (1657-1727) traduit ainsi l'épitaphe en latin inscrite sur son tombeau : « Ici a voulu placer son tombeau Pierre comte de Bretagne, la fleur des comtes le premier des grands, libéral, magnanime, qui par son audace a fait de grandes choses ».

### Le poète
Pierre Ier de Bretagne est enfin un poète qui a laissé des œuvres profanes et religieuses : quatre chansons d'amour connues sous le nom des Chansons du Quens de Bretagne, un cantique à Jésus-Christ, à la Vierge et à la Trinité.

## Unions et descendance

### Alix de Thouars
Pierre de Dreux épouse, en mars 1213, Alix de Thouars (1201-21 octobre 1221), duchesse de Bretagne, fille de Guy de Thouars († 13 avril 1213 à Chemillé), vicomte de Thouars, baillistre de Bretagne, et de Constance de Bretagne (vers 1161 – septembre 1201 à Nantes), duchesse de Bretagne, et dont il a trois enfants :
- Jean Ier de Bretagne (1217-8 octobre 1286 à Marzan), duc de Bretagne, qui épouse (1236)  Blanche de Navarre (1226-1283), fille de Thibaut Ier de Navarre (30 mai 1201 à Troyes – 14 juillet 1253 à Pampelune), comte de Champagne et roi de Navarre, et d'Agnès de Beaujeu († 11 juillet 1231) ;
- Yolande de Bretagne (1218-10 octobre 1272), qui épouse (janvier 1236) Hugues XI le Brun (1221-6 avril 1250), seigneur de Lusignan, comte de la Marche et d'Angoulême, fils d'Hugues X de Lusignan (1185 - 5 juin 1249 à Damiette), comte de la Marche, et d'Isabelle d'Angoulême (1188-4 juin 1246), comtesse d'Angoulême ;
- Arthur de Bretagne (1220-1224), mort en bas âge.

### Nicole
Pierre de Dreux aurait ensuite épousé, en février 1230, une certaine Nicole (vers 1205-06/02/1232), d'origine inconnue, (elle serait peut-être apparentée à la famille Paynel) ou selon une autre hypothèse récente une fille d'Olivier de Varades, dont en tout état de cause il a un autre fils :
- Olivier de Braine (1231-1279), qui hérite de la seigneurie de Machecoul (il devient ainsi Olivier Ier de Machecoul et fonde le rameau familial de Machecoul)[note 5]. Il épouse (vers 1250) Marquise de Coché (1235-28/11/1268), marquise de Souché, dame de Coché, de La Bénate et du Coutumier, fille d'Olivier de Coché, seigneur de Coché et de La Bénate, et de Pétronille de Clisson, dame de La Bénate. Puis il épouse (1268) Eustachie de Vitré (vers 1240 – après 1288), dame des Huguetières, fille d'André III de Vitré, (vers 1180-08/02/1250 à Mansurah), baron de Vitré, et de Thomasse de La Guerche (née vers 1215), dame de Mareuil et de Villemomble.

### Marguerite de Montaigu
Pierre de Dreux épouse ensuite, en janvier 1236, Marguerite de Montaigu dite de Thouars ou de La Garnache (1189-27/11/1241), fille de Brient de Montaigu, dame de Montaigu, de Commequiers, de La Garnache puis de Machecoul, et veuve d'Hugues Ier de Thouars († 1230), et dont il n'a pas d'enfants.

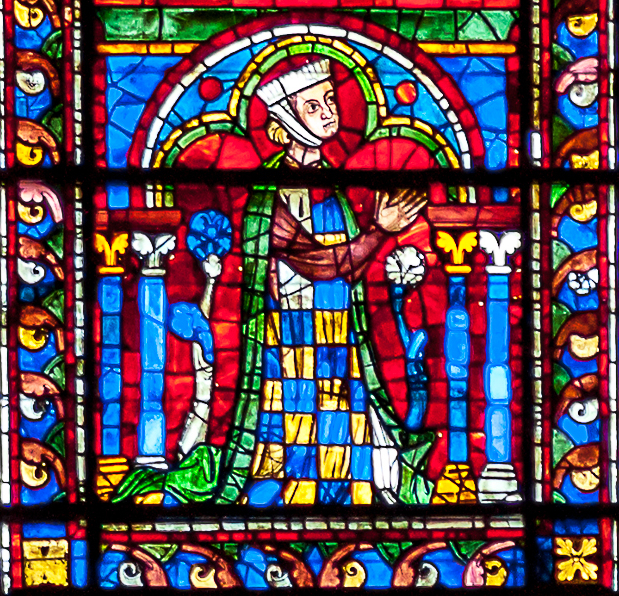
Alix de Thouars (1201-1221), sa première épouse.
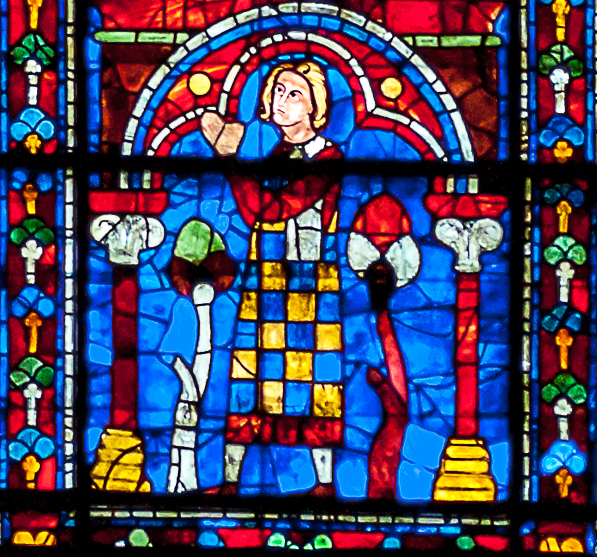
Jean Ier de Bretagne (1217-1286), son fils.
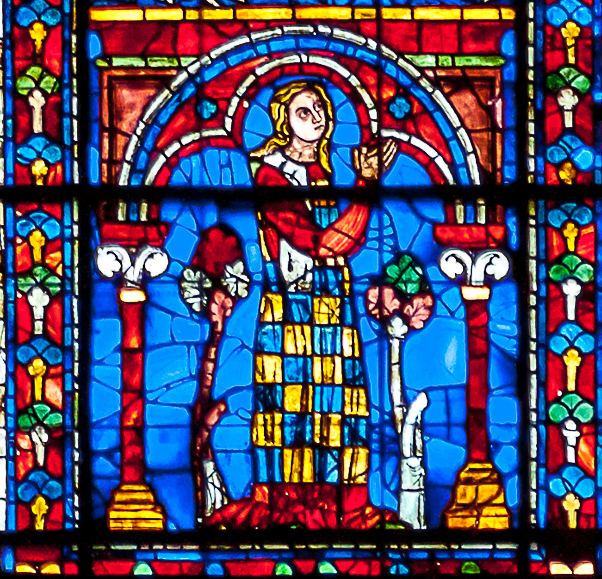
Yolande de Bretagne (1218-1272), sa fille.
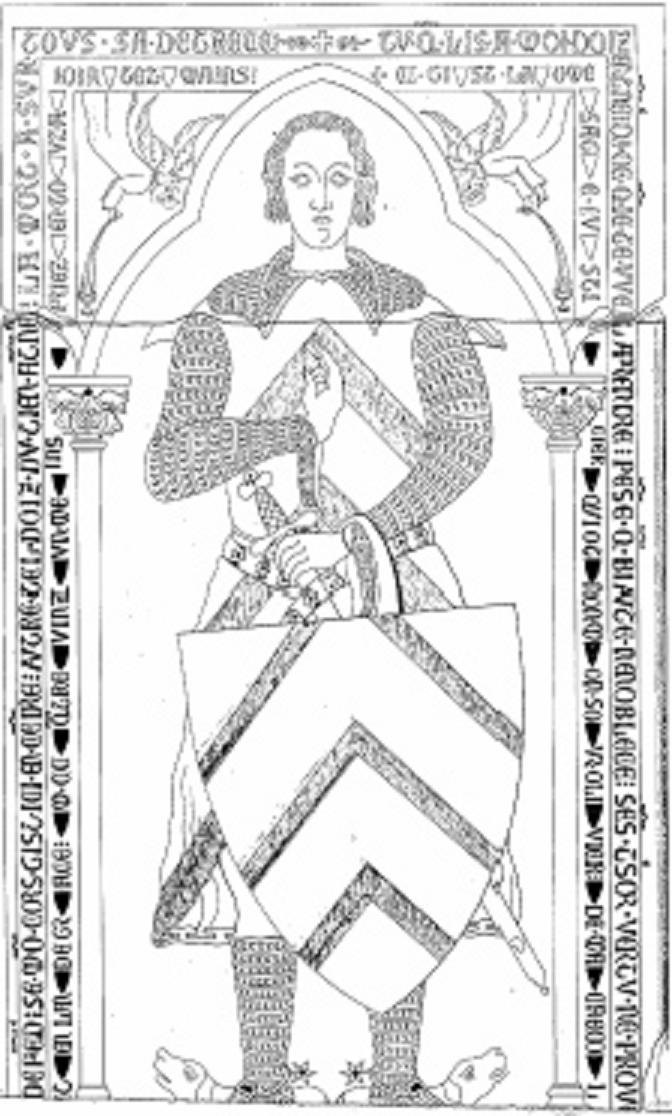
Olivier Ier de Machecoul (1231-1279), son fils.

## Armoiries

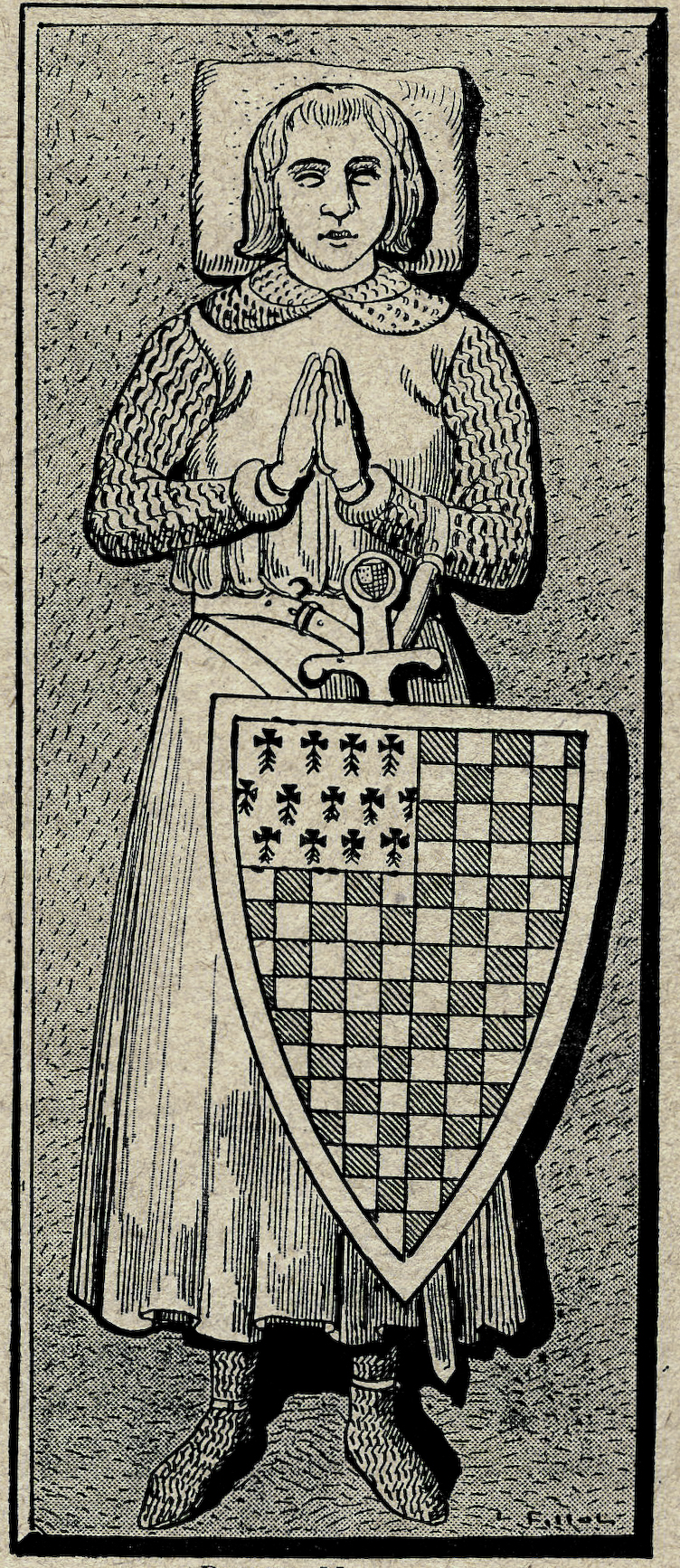
Pierre Ier de Bretagne, avec ses armoiries (gravure de sa tombe).

| Blason | Blasonnement : Échiqueté d'or et d'azur à la bordure de gueules, au franc-quartier d'hermine brochant. Commentaires : Le blason de la Maison capétienne de Dreux est brisé, en tant que cadet, par un franc-quartier d'hermine (ce serait en souvenir de sa carrière manquée dans le clergé que Pierre aurait brisé le blason paternel par un franc-quartier d'hermine, alors réservé au clergé[réf. nécessaire]). |

## Hommages
Des rues portent son nom à Brest, Saint-Aubin-du-Cormier (place et collège), Le Gâvre.